# Bright Eyes (együttes)
A Bright Eyes egy a Nebraska állambeli Omahában 1995-ben alakult indie rock együttes. Alapítója és frontembere az énekes–dalszerző és gitáros Conor Oberst, további tagjai Mike Mogis zenész és producer, valamint Nate Walcott zongorista és trombitajátékos. A zenekar számos, omahai indie zenésszel együttműködött.
Az együttes a Saddle Creek Records kiadóval szerződött, amelyet Mike Mogis, illetve Conor Oberst testvére, Justin Oberst hoztak létre. Dalaikat ma a Sony Corporation terjeszti.

## Történet

### Kezdetek
Az 1997-ben feloszlott Commander Venus alapítója, Conor Oberst új projektjére, a Bright Eyes-ra kezdett koncentrálni. 1998-ban kiadták a Collection of Songs Written and Recorded 1995-1997 albumot, amelyen 20, korábban felvett dal szerepel. A zenész ezen számoknál használt először a gitáron felül dobgépet, billentyűsöket és más hangszereket is. Stílusa a bégető énektől a technó-stílusú szintetizátor-hatásig terjed. A számot a kritikusok rosszul fogadták; az AllMusic szerzője szerint „a dalok szétesnek, az értelmetlen gügyögés miatt. Az egyensúly törékeny, és elveszik, ahogy valószínűleg a hallgató is”.

### Letting Off the Happiness
1998. november 2-án jelent meg a tíz alkotást tartalmazó Letting Off the Happiness. A kiadó sajtónyilatkozata alapján dalaiban közreműködtek a Lullaby for the Working Class, a Neutral Milk Hotel és az of Montreal zenekarok tagjai, valamint a Park Ave. énekesének, Neely Jenkinsnek a hangja is hallható. A lemezt nagyrészt az Oberst család omahai házának pincéjében rögzítették orsós magnóval. A munkálatokat Andy Lemaster billentyűsnek a georgiai Athensben található stúdiójában fejezték be. A June on the West Coast számban csak ének és akusztikus gitár hallható, a többi dalban minden tag szerepel.
A Padraic My Prince Oberst csecsemő öccsének kitalált haláláról szól. A szimbolikus jelentőséggel bíró dal többször is feltűnik Conor munkásságában. A Fevers and Minors An Attempt To Tip the Scales számának végén egy kitalált rádiós interjú hallható, ahol Oberstet Todd Fink (korábban Todd Baechle), a szintén a Saddle Creek Recordsszal szerződő, és Obersttel több együttesben is együttműködő előadó alakítja. A kérdező a szintén a kiadó égisze alatt alkotó Matt Silcock. A szarkasztikusnak szánt párbeszédben hamis állítások hangzanak el. A „Szóval egyes utalások, például „babák a kádban” nem irodalmiak?” kérdésre a Conort megszemélyesítő Todd így felel: „Egy testvérem a fürdőkádban halt meg… megfulladt. Igazából öt testvérem volt”. „Nem viccelek. Anyám öt éven át minden évben megfojtott egyet. Mindegyiküket Padraicnek hívták, ezért csak egy dalt írtam. Ez olyan, mintha kisétálnál egy ajtón, amiről kiderül, hogy ablak”. A Four Winds középlemez Cartoon Blues számában szintén szerepel egy utalás a Padraic My Prince-re.

### Every Day and Every Night
1999 novemberében jelent meg a középlemez, amely tartalmazza a Neely O’Hara és A Perfect Sonnet dalokat.

### Fevers and Mirrors
A 2000-ben kiadott új albumon több új hangszer (furulya, zongora, harmonika) is hallható. Az An Attempt to Tip the Scales után egy fiktív rádióinterjú hallható, ahol a The Faint tagja, Todd Fink egy Oberst által írt szöveget olvas fel. A párbeszédben szereplő Oberst ellentmondásosan áll hozzá zenéjéhez. Ebben elismeri, hogy szövegei túlburjánzottak és hamisak; ezek a kritikus hangok zenekara befutása után jelentek meg. A negatív megjegyzések ellenére kifejti, hogy dalai saját nézőpontjából vizsgálandók. Oberst később a következőket mondta: „mivel a felvétel lehangoló, valahogy viccet kellett csinálni magunkból. Úgy értem, egyik felemmel önmagam vagyok, a másikkal pedig nevetek”. A lemez a Pitchfork Media évtizedes 200-as toplistáján a 170. helyet érte el.

### Lifted or The Story Is in the Soil, Keep Your Ear to the Ground
2002-ben új lemezük megjelenésével a Bright Eyes lett az év felfedezettje annak ellenére, hogy már évek óta aktívak voltak. A The New York Times, a The Los Angeles Times, a Time, a Rolling Stone, a Blender és a Spin jóvoltából országos médiafigyelmet kaptak; Conor Oberstet több lap is jelentős új előadónak kiáltotta ki. Az album sikeres volt, a 250 000-nél is nagyobb példányszámával a zenekar és egyben a kiadó legkelendőbb lemeze is. Oberst elmondta, hogy Mike Mogisszal együtt grandiózus hangzást szerettek volna létrehozni. A stúdióalbum Conor első alkotása a Desaparecidosból való kilépése óta.

### I'm Wide Awake, It's Morning és Digital Ash in a Digital Urn

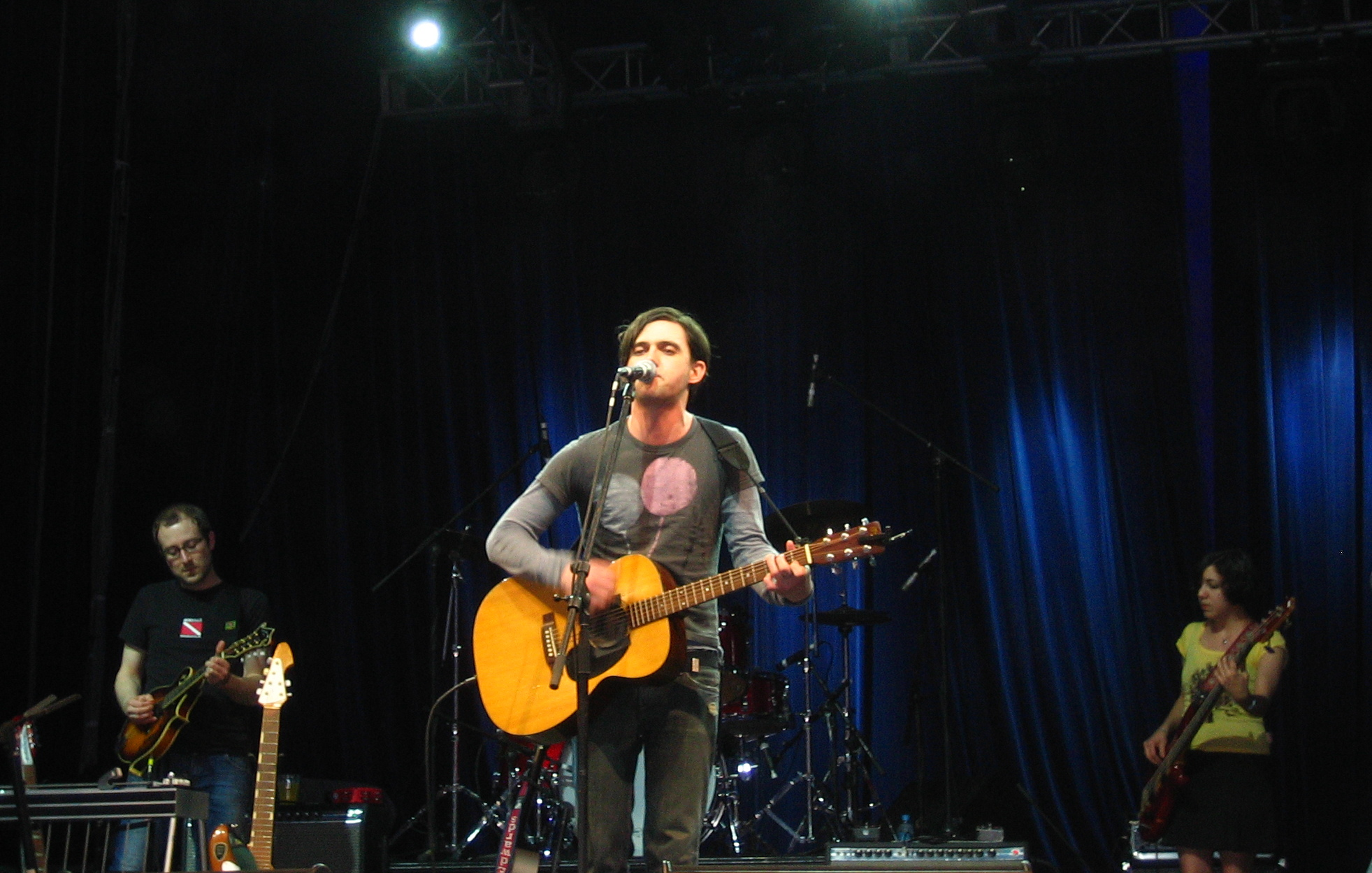
A Digital Ash in a Digital Urnt népszerűsítő turné egy fellépése

A 2004-es USA-beli elnökválasztás során a „Vote for Change” („Szavazz a változásra”) turnén a csapat Bruce Springsteennel és az R.E.M.-mel közösen lépett fel, így még inkább felhívták magukra a publikum figyelmét. Oberst Sprinsteennel és Neil Younggal több duettet is énekelt.
A Lua és a Take It Easy (Love Nothing) kislemezek 2004 novemberében felkerültek a Billboard Hot 100-as listájára; ez volt hét év óta az első ilyen eset.
2005. január 25-én két, egymástól eltérő stílusú album (a népzenére hajazó I'm Wide Awake, It's Morning és az elektronikus pop műfajú Digital Ash in a Digital Urn) is megjelent. A lemezek megjelenését sűrű turnézás követte. Az első lemezt bemutató koncertek a zenekar szokásos menetrendjét követték. Azért döntöttek a kettéválasztás mellett, mivel logisztikailag nem tudták volna megoldani a két, egészen különböző gyűjtemény bemutatását. A hónap végére az I'm Wide Awake, It's Morning a Billboard listáján a 10., míg a Digital Ash in a Digital Urn a 15. helyen állt.
2005 elején az R.E.M. ausztráliai turnéjában működtek közre, valamint a koncertek között önálló eseményeik is voltak.
Május 2-án a The Tonight Show with Jay Leno műsorban előadták a kifejezetten George W. Bushnak címzett When the President Talks to God számukat, melyhez ezt követően előadásaikon 7”-es hanglemezen lehetett hozzájutni, valamint az iTunesról ingyenesen elérhető volt.
Novemberben a Pancake Mountain gyermekműsorban eljátszották True Blue című dalukat.
A Bright Eyes részt vett a Clear Channel elleni akcióban. Conor Oberst támogatta a teljes bojkottot, ami érintette az eseményeket, a rendezvényhelyszíneket és rádióadókat. A legnagyobb nyilvánosságot kapott esemény ezek közül az október 3-án a Wilhelm Színházban megrendezett Shortlist Awards Show. November 9-én lemondták egy 12-i koncertjüket, miután megtudták, hogy a St. Louis-i épület a csatornához köthető.
A zenekar a PLUG Independent Music Awards 2006-os átadóján elnyerte az év legjobb előadója címet, valamint a When President Talks to God számukat az év dala címmel díjazták; ezen kívül a First Day of My Life videóklipje a 17. GLAAD Media Awards eseményen különdíjas lett. Az I'm Wide Awake, It's Morning felkerült a Time magazin 2005-ös tízes toplistájára; nem sokkal később pedig megjelent a Motion Sickness koncertalbum, amely előbbi elkészültét és előadását mutatja be.
A Saturday Night Live 2006. május 20-i előadásában a Neil Young szerepében lévő Kevin Spacey Dixie Chicks és a Bright Eyest képviselő Andy Samberg szerepelt; előzőleg mindhárman nyilvánosan kritizálták Busht.
Miután 2005-ben három albumuk is megjelent, Oberst elmondta, hogy 2006-ban nem terveznek lemezt megjelentetni. 2006. október 24-én kiadták a korábban nem hallott dalokat tartalmazó Noise Floor (Rarities: 1998–2005) albumot. A Devil Town 2007 áprilisában feltűnt a Tiszta szívvel foci első évadának utolsó részében.
2007. március 8-án Conor a National Public Radio All Songs Considered programjában saját, és a Four Winds középlemezen szereplő dalokat is előadott.

### Cassadaga
A Four Winds középlemez 2007 márciusában jelent meg, amely tartalmazta az áprilisban kiadott stúdióalbum Endless Entertainment dalát, amelyet a zenekar hivatalos weboldaláról is le lehetett tölteni. A kislemezt felkerült a Rolling Stone 2007-es százas listájára.
A Cassadaga népszerűsítésének érdekében februártól májusig Észak-Amerikában, június–júliusban pedig Európában és Japánban turnéztak. A csapatot kiegészítette tizenkét meghívott zenész, köztük két dobos; a közönség elkápráztatására videóháttér előtt fehér ruhát öltöttek.
2007. május 19-én a tennessee-i Nashville-ben található Ryman Auditoriumban tartott ráadáskoncerten Conor Oberst, Gillian Welch és David Rawlings előadtak egy új dalt, a Man Named Truth-ot. Conor elmondta, hogy a dalt előző éjjel fejezték be az öltözőben. A szám a Monsters of Folk 2009-es lemezén jelent meg, ahol Obersten kívül a közreműködők között van Mike Mogis, Jim James (My Morning Jacket) és M. Ward (She & Him) is.
A New York-i The Town Hallban zajló 7 napos rendezvénysorozaton a Bright Eyes több vendéget is köszöntött: Lou Reed (május 25.), Ben Kweller (26.), Jenny Lewis és Johnathan Rice (28.), Norah Jones, Little Willie és Derrick E (29.), Nick Zinner, Maria Taylor és Benn Gibard (30.), Steve Earle (31.), valamint Ron Sexsmith és Britt Daniel (június 1.).
2007. június 4-én a Late Show with David Letterman talkshow-ban előadták a Hot Knivest.
A fenti dal és az If the Brakeman Turns My Way július 9-én megjelent dupla oldalas kislemezként.
2007-ben betegség miatt három egyesült királyságbeli koncertet mondtak le. Később bejelentettek egy USA-beli turnét, az angol fellépéseket pedig törölték a tervek közül.
Szeptember 29-én a Hollywood Bowlban a Los Angeles-i filharmonikusokkal léptek fel.
2008. február 7-én visszatértek Omahába, ahol Barack Obama kampányrendezvényén adtak koncertet.
Az borító tervezője, Zachary Nipper 2008-ban a legjobb albumborító kategóriában Grammy-díjat nyert.

### The People’s Key
2008-ban és 2009-ben Conor Oberst Conor Oberst and the Mystic Valley Band együttesével és a Monsters of Folk supergrouppal lépett fel. A Rolling Stone egy 2009 júniusi kiadása szerint Oberst be akarja fejezni a Bright Eyes név alatti publikálást, és már csak egy albumot jelentetnének meg. Conor a következőket mondta: „Valamikor vége kell, hogy legyen. Rendezni akarom, becsukni az ajtót, elköszönni”.
A Saddle Creek Records 2010. március 23-án újra kiadta a Neva Dinovával közös One Jug of Wine, Two Vessels lemezüket; az új verzió négy, a 2009-es év végén felvett számot is tartalmaz.
2010. július 31-én felléptek az American Civil Liberties Union omahai, az esélyegyenlőségért rendezett koncertjén. Az eseménnyel a fremonti önkormányzat ellen indított per költségeit kívánták fedezni; a szervezet azért perelte be a várost, mert az június 21-én hozott rendeletében megtiltotta a lakások illegális bevándorlóknak való kiadását. A Bright Eyes ezen fellépésén mutatta be Coyote Song című dalát, amely egy, az USA-Mexikó határ által szétválasztott párról szól.
A The People's Key 2011. február 15-én, Oberst születésnapján jelent meg.
Az együttes a lemezzel eltávolodott a népzenei alapoktól; erről Oberst a következőket mondta: „Végeztünk az amerikai népzenével. Az emberek szerint countryzenét játszunk, de a zenénk szerintem nem is hasonlít a countryra. De szerintem az esztétikától függetlenül mély nyomokat hagyott bennem az utóbbi napokban. Szerettük volna ha a zenénk népszerű; megfelelő szavak hiányában kortárs, vagy modern”.
A Shell Games klipje a banda és a kiadó YouTube-csatornájára is felkerült. A videóban a zenekar különböző hátterek előtt játszik.
A Jejune Starst február 24-én, a Late Show with David Letterman műsorban mutatták be. A Begginers Mindot 2011. április 24-én, a The Tonight Show-ban adták elő.
Az együttes június 10-én jelentette meg a Jejune Stars videóklipjét; ebben a csapat egy sivatagi tűzijáték előtt játszik. A dalt Conor Oberst énekelte fel.
2011 nyarán a zenekar a The Mountain Goats együttessel együtt lépett fel.
2016 júliusában bejelentették, hogy a karácsonyi kiadás kivételével az utolsó hat stúdióalbumot Bob Ludwig által remaszterelve, a The Studio Albums 2000–2011 gyűjtemény részeként újra kiadják. A teljes sorozatot szeptember 16-án dobták piacra, később pedig külön is árulták a lemezeket.

## Tagok

### Állandó tagok
Az együttes rendes tagjai az alábbiak:
- Conor Oberst – ének, gitár, basszusgitár, billentyűsök
- Mike Mogis – gitár, pedal steel gitár, bendzsó, mandolin
- Nate Walcott – zongora, orgona, trombita, harmonika

### Közreműködő előadók
Az alábbi, közreműködő zenészeket és együtteseket feltüntették a kiadványok stáblistáin:
- Aaron Druery
- A. J. Mogis
- Alex McManus
- Andy LeMaster
- Anton Patzner
- Ben Kweller
- Ben McKee
- Blake Sennett
- Britt Daniel
- Casey Scott
- Clark Baechle
- Clay Leverett
- Clint Schnase
- Cody James Stilfield
- Cory Greenwood
- Dan Bitney
- David Rawlings
- Eden O'Brien-Butcher
- Emmylou Harris
- Gillian Welch
- Gretta Cohn
- Jake Bellows[41]
- Jamie Pressnall
- Janet Weiss
- Jason Boesel
- Jason Flatowicz
- Jenny Lewis[23]
- Jeremy Barnes
- Jesse Harris
- Jerry Castellanos
- Jiha Lee
- Jim James
- Jimmy Tamborello[42]
- Joe Knapp
- John McEntire
- Johnny Cardoso
- Jolyn Carter
- Jonathan Crawford[43]
- Jordan Fish
- Kevin Barnes
- M. Ward[44]
- Macy Taylor
- Margret Fish
- Maria Taylor
- Matt Focht
- Matt Maginn[45]
- Matthew Ryan Olsen
- Neely Jenkins
- Nick BK
- Nick White[46]
- Nick Zinner
- Orenda Fink[47]
- Rachel Yamagata[48]
- Sabrina Duim[49]
- Shane Aspegren[12]
- Sherri DuPree
- Simon Joyner
- Stacy DuPree[50]
- Stefanie Drootin[51]
- Stephen Poore
- Steve Pedersen
- Ted Stevens
- Tiffany Kowalsky[52]
- Tim Kasher
- Todd Fink[8]
- Tyler Maurice Kooy
- Vincent Attilio Ferro
- Z Berg

## Diszkográfia

### Stúdióalbumok
- A Collection of Songs Written and Recorded 1995–1997 (1998)
- Letting Off the Happiness (1998)
- Fevers and Mirrors (2000)
- Lifted or The Story is in the Soil, Keep Your Ear to the Ground (2002)
- A Christmas Album (2002)
- I’m Wide Awake, It’s Morning (2005)
- Digital Ash in a Digital Urn (2005)
- Cassadaga (2007)
- The People’s Key (2011)

### Középlemezek (EP-k)
- Every Day and Every Night (1999)
- Don’t Be Frightened of Turning the Page (2000)
- There Is No Beginning to the Story (2002)
- Four Winds (2007)
- Live Recordings (2011)

### Kislemezek
- Motion Sickness (2000)
- I Will Be Grateful for This Day… (2001)
- Drunk Kid Catholic (2001)
- Lover I Don’t Have to Love (2002)
- Lua (2004)
- Take It Easy (Love Nothing) (2004)
- When the President Talks to God (2005)
- First Day of My Life (2005)
- Easy/Lucky/Free (2005)
- Susan Miller Rag (2007)
- Four Winds (2007)
- Hot Knives (2007)
- Shell Games (2010)
- Singularity (2011)
- Jejune Stars (2011)

### Összeállítások
- Vinyl Box Set (2003)
- Noise Floor (Rarities: 1998–2005) (2006)
- The Studio Albums 2000–2011 (2016)

### Koncertalbumok
- Motion Sickness: Live Recordings (2005)

### Split lemezek
- Bright Eyes / Squadcar 96 (1997)
- Too Much of a Good Thing is a Good Thing (1999)
- Bright Eyes vs Her Space Holiday (2000)
- Insound Tour Support No. 12 (2000)
- Oh Holy Fools: The Music of Son, Ambulance and Bright Eyes (2001)
- Mote/Dust (2001)
- Collaboration Series No. 1 (2002)
- Home Volume IV: Bright Eyes & Britt Daniel (2002)
- Bright Eyes with Rilo Kiley & Sorry About Dresden (2002)
- One Jug of Wine, Two Vessels (2004)
- Super Furry Animals / Bright Eyes (2006)
- One Jug of Wine, Two Vessels (2010) (újra kiadás)

## Fordítás
Ez a szócikk részben vagy egészben  a   Bright Eyes (band) című angol Wikipédia-szócikk ezen változatának fordításán alapul.  Az eredeti cikk szerkesztőit annak laptörténete sorolja fel. Ez a jelzés csupán a megfogalmazás eredetét és a szerzői jogokat jelzi, nem szolgál a cikkben szereplő információk forrásmegjelöléseként.